# فال ساندرسون
فال ساندرسون (بالإنجليزية: Ernest Valentine Sanderson)‏ هو شخصية أعمال نيوزيلندي، ولد في 1866، وتوفي في 1945.